# البيوض (الجزائر)
البيوض تابعة إقليميا لدائرة مشرية ولاية النعامة الجزائرية.